# Anja Veum
Anja Veum (* 30. Juni 1979) ist eine ehemalige norwegische Skilangläuferin.

## Werdegang
Veum, die für den Koll IL startete, trat international erstmals bei den Nordischen Junioren-Skiweltmeisterschaften 1998 in Pontresina in Erscheinung. Dort belegte sie den 22. Platz über 5 km Freistil. Im folgenden Jahr gewann sie bei den Nordischen Junioren-Skiweltmeisterschaften in Saalfelden am Steinernen Meer die Bronzemedaille mit der Staffel. Zudem belegte sie dort den 19. Platz über 5 km klassisch und den achten Rang über 15 km Freistil. Im März 1999 debütierte sie in Oslo im Weltcup und errang dabei den 41. Platz über 30 km klassisch und den zehnten Platz mit der Staffel. In der Saison 1999/2000 holte in Ulrichen mit dem 26. Platz über 5 km Freistil und mit dem 23. Rang beim Transjurassienne ihre ersten Weltcuppunkte und erreichte mit dem 66. Platz im Gesamtweltcup ihr bestes Gesamtergebnis. Dieses Gesamtergebnis wiederholte sie in der folgenden Saison mit vier Platzierungen in den Punkterängen. Dabei erreichte sie im März 2001 in Borlänge mit dem 17. Platz über 5 km Freistil ihre beste Einzelplatzierung im Weltcup. Bei den U23-Weltmeisterschaften 2002 im Val di Fiemme lief sie auf den 14. Platz im Sprint, auf den siebten Rang im 15-km-Massenstartrennen und auf den sechsten Platz im Skiathlon. Ihr 22. und damit letztes Weltcupeinzelrennen absolvierte sie im Februar 2004 in La Clusaz, welches sie auf dem 29. Platz über 10 km Freistil beendete.

## Platzierungen im Weltcup

### Weltcup-Statistik
Die Tabelle zeigt die erreichten Platzierungen im Einzelnen.
- 1.–3. Platz: Anzahl der Podiumsplatzierungen
- Top 10: Anzahl der Platzierungen unter den ersten zehn
- Punkteränge: Anzahl der Platzierungen innerhalb der Punkteränge
- Starts: Anzahl gelaufener Rennen in der jeweiligen Disziplin
- Hinweis: Bei den Distanzrennen erfolgt die Einordnung gemäß FIS.

| Platzierung         | Distanzrennen a | Distanzrennen a | Distanzrennen a | Distanzrennen a | Distanzrennen a | Skiathlon Verfolgung | Sprint | Etappen- rennen b | Gesamt | Team c | Team c  |
| Platzierung         | ≤ 5 km          | ≤ 10 km         | ≤ 15 km         | ≤ 30 km         | > 30 km         | Skiathlon Verfolgung | Sprint | Etappen- rennen b | Gesamt | Sprint | Staffel |
| ------------------- | --------------- | --------------- | --------------- | --------------- | --------------- | -------------------- | ------ | ----------------- | ------ | ------ | ------- |
| 1. Platz            |                 |                 |                 |                 |                 |                      |        |                   |        |        |         |
| 2. Platz            |                 |                 |                 |                 |                 |                      |        |                   |        |        |         |
| 3. Platz            |                 |                 |                 |                 |                 |                      |        |                   |        |        |         |
| Top 10              |                 |                 |                 |                 |                 |                      |        |                   |        |        | 4       |
| Punkteränge         | 2               | 3               | 1               | 1               | 2               |                      |        |                   | 9      | 1      | 4       |
| Starts              | 4               | 7               | 1               | 3               | 3               | 3                    | 1      |                   | 22     | 1      | 5       |
| Stand: Karriereende |                 |                 |                 |                 |                 |                      |        |                   |        |        |         |

### Weltcup-Gesamtplatzierungen
| Saison    | Gesamt | Gesamt | Distanz | Distanz     |
| Saison    | Punkte | Platz  | Punkte  | Platz       |
| --------- | ------ | ------ | ------- | ----------- |
| 1999/2000 | 13     | 66.    | 8 1 5 2 | 50. 1 54. 2 |
| 2000/01   | 27     | 66.    | -       | -           |
| 2001/02   | 22     | 69.    | -       | -           |
| 2002/03   | -      | -      | -       | -           |
| 2003/04   | 2      | 98.    | 2       | 78.         |